# Медаль «За достоинство»
Медаль «За достоинство» — государственная награда Российской империи, предназначавшаяся для выпускников Московской Практической академии коммерческих наук.

## Основные сведения
Медаль «За достоинство» учреждена 20 сентября (2 октября) 1835 года указом Николая I. 8 (20) ноября 1835 года высочайше учреждён рисунок медали.

## Порядок награждения
Медалями награждались выпускники Московской Практической академии коммерческих наук, имевшие потомственное звание почётного гражданина. Те выпускники, которые завершили обучение на отлично, но не относились к сословию почётных граждан, не получали данной медали, но сами становились почётными гражданами.

## Описание медали
Медали были сделаны из золота. Диаметр — 28 мм. На лицевой стороне медали изображён портрет императора, который правил во время награждения. Например, во время царствования Николая I на лицевой стороне медали был его портрет, а по окружности вдоль края медали надпись: «Б.М.НИКОЛАЙ I ИМП.ВСЕРОСС.». Аверс в дальнейшем менялся с началом царствования нового императора. На оборотной стороне медали в центре изображён кадуцей (жезл Меркурия), украшеный дубовым венком и обвитый змеёй. В верхней части медали по дуге надпись: «ЗА ДОСТОИНСТВО.», снизу: «М.П.К. АКАДЕМІЯ». Позднее надпись внизу изменилась на «М.П.АКАДЕМІЯ К.Н.».
Медали чеканились на Санкт-Петербургском монетном дворе начиная с января 1836 года.

## Порядок ношения
Медаль имела ушко для крепления к колодке или ленте. Носить медаль полагалось на груди. Лента медали — Аннинская.